# 22e division (armée impériale japonaise)
Pour les articles homonymes, voir 22e division.
La 22e division (第22師団, Dai-nijū-ni shidan) est une unité d'infanterie de l'armée impériale japonaise. Son nom de code est Division Plaines (原兵団, Hara-heidan). La 22e division est créée le 4 avril 1938 à partir des réserves de la 16e division, le même jour que les 15e, 17e et 21e et 23e divisions, dans le cadre d'un renforcement de l'armée après le déclenchement de la Seconde Guerre mondiale.

## Histoire
Après un entraînement minimal, la 22e division est assignée dans l'armée régionale japonaise de Chine centrale et participe à la bataille de Wuhan. Assignée dans la 13e armée, sa mission principale est d'être poster en garnison dans la région de Hangzhou. Cependant, comme la guerre contre la Chine continue de plus belle, la 22e division est appelée dans la 3e zone de guerre lors de l'offensive d'hiver 1939-40 (en). En 1942, elle combat à Quzhou dans le district de Guangfeng et dans d'autres régions. En 1943, elle est postée en garnison à Jinhua. Le 24 novembre 1943, la brigade d'infanterie de la division est dissoute et les régiments d'infanterie sont directement subordonnés au commandant de la division. En février 1944, la 22e division passe sous le commandement de la 23e armée et est déployée au Guangdong face à Hong Kong. Dans sa traversée pour rejoindre l'ex-colonie britannique menacée par la marine américaine, elle perd la majeure partie de son 86e régiment quand ses transporteurs coulent. Incapable d'atteindre Hong Kong, la 22e division part vers le sud, se fraie un chemin jusqu'à la province du Guangxi et participe à la bataille de Guilin-Liuzhou dans le cadre de l'offensive générale de l'opération Ichi-Go, jusqu'à ce qu'elle atteigne l'Indochine française occupée par les Japonais. En 1945, le quartier-général de la 22e division est installé à Bangkok et ses forces contribuent à la défense de la Birmanie contre les Britanniques (opération Dracula). La 22e division est dissoute à Bangkok avec la capitulation du Japon d'août 1945. Cependant, beaucoup de ses troupes refusent de retourner au Japon et font défection pour rejoindre le Việt Minh dans sa lutte pour l'indépendance (guerre d'Indochine) contre le retour des forces coloniales françaises.